# Серхиј Буковски
Сергиј Буковски (Октјабрски, 18. јул 1960) је украјински редитељ, глумац, аутор многих документарних филмова. Лауреат је Националне награде Украјине "Тарас Шевченко" (2004).

## Биографија
Сергиј Буковски рођен 1960. године у Башкирији. Исте године његови родитељи се селе у Кијев. Студирао је на филмском факултету Кијевског државног института позоришне уметности "Карпенко-Кариј". Око 10 година радио је на Украјинској студији хронике и документарних филмова. Током 1995-1998 био је на челу одсека за телевизијске и документарне филмове компаније «Internews Network Ukraine». Члан Комитета Националне награде Украјине "Тарас Шевченко" (од децембра 2016. године).
Током своје каријере Буковски је направио око 40 филмова. Данас ради као независни редитељ, држи предавања на Украјинском католичком универзитету (Лавов, Украјина). 2014. године отворио је своју Студију документарног филма за младе кинематографисте. 1984. године Буковски је одииграо главну улогу у филму свог оца "Володјкине житја".

## Филмови
Сергиј Буковски је снимио око пола стотине документарних и играних филмова.
Међу његовим радовима су:
- "Завтра свято" (1987);
- "А нічка темная була..." (1988);
- "Сон" (1989);
- "Дах" (1989);
- "Дислокація" (1992);
- "Знак тире" (1992);
- "Пейзаж. Портрет. Натюрморт" (1993);
- "На Берлін!" (1995);
- "Десять років відчуження" (1996);
- "Міст" (1999);
- "Вілен Калюта. Реальне світло" (2000);
- "Terra Vermelha. Червона Земля" (2001);
- "Війна. Український рахунок" (2002 — 2003);
- "Назви своє ім'я" (2006);
- "Усі повинні померти" (2007);
- "Живі" (2008);
- "Україна. Точка відліку" (2011);
- "Головна роль" (2016).

Његови радови су награђени бројним наградама на међународним филмским фестивалима.
Тако је документарни филм од 9 епизода "Вијна.Украјински рахунок" (2003) добио Националну награду Украјине "Тарас Шевченко".
Велики успех је имао и филм "Назви своје имја" (2006) - о историји јеврејског Холокауста у Украјини.
Филм "Живи" (2008) је добио Гран-при међународног јужно-северног медиа форума у Женеви. Овај документарно-историјски филм је имао двве приче. Прва - сведочења десетина сведока Гладомора. Друга прича је о историји британског новинара Гарета Џонса, саветника бившег премијера Велике Британије Дејвида Ллојда Џорџа. Он је припремао информацију за јавност о реалним обимима Гладомора. За то је био депортован у Москву.
Премијера овог филма је одржана у новембру 2008. године у Украјини и била је посвећена Дану сећања на Гладомор у Украјини. У Европи филм је био приказан на пролеће 2009. године током Фестивала украјинског филма у граду Келн.
У јулу 2009. године филм је награђен специјалном наградом у номинацији "Документарни филм" међународног фестивала "Златна кајсија" у престоници Јерменије.
Чланови сниматељске екипе филма "Живи" награђени су на државном нивоу. Сергиј Буковски је добио звање народног уметника Украјине, а оператер Володимир Кукоренчук и редитељ звука Игор Барба - звања заслужених уметника Украјине.

## Награде
Премија "Телетриумф" у номинацији "Редитељ" (2003).